# Цианид серебра(I)
Циани́д серебра́(I) (циани́стое серебро́, химическая формула — AgCN) — неорганическая серебряная соль синильной кислоты.
При стандартных условиях, цианид серебра(I) — это белое или бесцветное (в кристаллической форме) вещество без запаха.

## Физические свойства
Молекула цианида серебра(I) имеет линейное строение и образована цепочками типа:
{\displaystyle {\mathsf {-\!Ag\!\!-\!\!C}}\!\!\equiv {\mathsf {\!\!N}}{\mathsf {-\!Ag\!\!-\!\!C}}\!\!\equiv {\mathsf {\!\!N}}{\mathsf {-\!Ag\!\!-\!\!C}}\!\!\equiv {\mathsf {\!\!N\!-}}}
Цианид серебра(I) — белое или бесцветное (в кристаллической форме) вещество, нерастворимое в воде (рПР = 15,84). 
Элементный состав: Серебро (Ag) — 80,57 %, углерод (C) — 8,97 % и Азот (N) — 10,46 %.
Кристаллическая решётка тригональная. Растворим в водных растворах цианидов щелочных металлов, тиосульфата натрия и концентрированной азотной кислоте.
Термодинамические постоянные:
- стандартная энтальпия образования, ΔHo298: −146,0 кДж/моль;
- стандартная энтропия, So298: 107,09 Дж/(моль·K);
- стандартная мольная теплоемкость, Cpo298: 66,67 Дж/(моль·K);
- энтальпия плавления, ΔHпл: 11,5 кДж/моль.

## Химические свойства
Разложение при нагревании:
{\displaystyle {\mathsf {2AgCN=2Ag+(CN)_{2}}}\!\uparrow }
Взаимодействие с растворами цианидов щелочных металлов приводит к образованию комплексных соединений (дицианоаргентатов):
{\displaystyle {\mathsf {AgCN+CN^{-}\!=[Ag(CN)_{2}]^{-}}}}

## Получение
Соединение (в виде белого осадка) получают обменной реакцией водорастворимых солей серебра с растворами цианидов натрия или калия:
{\displaystyle {\mathsf {AgNO_{3}+NaCN=AgCN}}\!\downarrow \!{\mathsf {+NaNO_{3}}}}

## Токсичность
Соединение высокотоксично, что обусловлено физиологическим действием на организм цианид-иона, который в процессе метаболизма ингибирует фермент цитохромоксидазу, тем самым блокируя механизм клеточного дыхания. Цианид серебра(I) опасен при проглатывании, так как может привести к симптомам, похожим на отравление синильной кислотой: асфиксии, головной боли, головокружению, слабости, коллапсу, потере сознания и возможной смерти. Ингаляционное воздействие может вызывать раздражение дыхательных путей, повреждение печени и почек, сердца, центральной нервной системы; при больших дозах — потерю сознания и смерть. Может вызывать раздражение слизистых оболочек глаз и кожи рук.
Рейтинг NFPA 704: 

## Применение
Цианид серебра(I) используют в качестве компонента электролитов при серебрении, а также в аналитической химии для определения ионов серебра.

## Комментарии
1. ↑  Измерено при повышенном давлении.
2. ↑  Расшифровка обозначений:
  - синий цвет — опасность для здоровья;
  - красный цвет — пожароопасность;
  - жёлтый цвет — химическая активность.

Цифры от 0 до 4 обозначают класс опасности, 4 — самый высокий уровень.